# حمله به عکا (۱۱۷۹)
حمله به عکا (انگلیسی: Attack on Acre) در سال ۱۱۷۹ به وقوع پیوست زمانی که ناوگان ایوبیان به دستور صلاح‌الدین ایوبی به سمت بندر عکا حمله کرد. ناوگان ایوبی طی این حمله دریایی موفق شدند ضمن آسیب زدن به دژ و بندر عکا، کشتی‌های بسیاری را غرق و به تصرف خود دربیاورند.